# سیارک ۲۹۴۴۳
سیارک ۲۹۴۴۳ (به انگلیسی: 29443 Remocorti، نامگذاری:1997NM10) بیست و نه هزار و چهارصد و چهل و سومین سیارک کشف شده‌است که در ۱۳ ژوئیه ۱۹۹۷ کشف شد.